# Uliaga
Uliaga (en anglès Uliaga Island), també escrit Uliagan, Ouliaga i Ouilliaghui) és l'illa més septentrional del grup de les Illes Four Mountains que formen part de les illes Aleutianes, a l'estat d'Alaska, Estats Units. El nom de l'illa deriva, possiblement, del nom aleutià ulaĝa, que a la vegada deriva d'ulaẍ. L'illa té una forma triangular, amb uns 4 quilòmetres d'amplada i un sol con volcànic que s'alça fins als 888 msnm. No s'han registrat erupcions en temps històrics, encara que es creu que podria haver estat en actiu en algun moment durant l'Holocè.